# Douglàsids
Els douglàsids (Douglasiidae) són una petita família de lepidòpters glossats no assignada a cap superfamília. Inclou diverses espècies d'arnes, les larves de les quals són minadors. El gènere més gran de la família és Tinagma.

## Taxonomia
La família Douglasiidae inclou dos gèneres i 29 espècies:
- Klimeschia
- Tinagma